# Gabriela Sedláková
Gabriela Sedláková (née le 2 mars 1968 à Topoľčany) est une athlète slovaque qui a concouru pour la Tchécoslovaquie spécialiste du 800 mètres. 

## Biographie

### Palmarès
| Date | Compétition                    | Lieu         | Résultat | Performance   |
| ---- | ------------------------------ | ------------ | -------- | ------------- |
| 1985 | Championnats d'Europe juniors  | Cottbus      | 1re ae.  | 2 min 03 s 22 |
| 1986 | Championnats du monde juniors  | Athènes      | 2e       | 2 min 01 s 49 |
| 1987 | Championnats d'Europe en salle | Liévin       | 4e       | 2 min 02 s 24 |
| 1987 | Championnats du monde en salle | Indianapolis | 2e       | 2 min 01 s 85 |
| 1988 | Championnats d'Europe en salle | Budapest     | 6e       | 2 min 05 s 59 |

### Records
| Épreuve    | Épreuve   | Performance   | Lieu         | Date            |
| ---------- | --------- | ------------- | ------------ | --------------- |
| 400 mètres | Plein air | 53 s 60       | Prague       | 19 août 1986    |
| 400 mètres | Salle     | 55 s 28       | Bratislava   | 25 janvier 1986 |
| 800 mètres | Plein air | 1 min 58 s 37 | Berlin       | 21 août 1987    |
| 800 mètres | Salle     | 2 min 01 s 85 | Indianapolis | 7 mars 1987     |